# Legány Dezső
Legánÿ Dezső (Szombathely, 1916. január 19. – Budapest, 2006. május 28.) zenetörténész, a zenetudományok kandidátusa (1973), doktora (1981).

## Élete
1933-tól 1937-ig a Pécsi Tudományegyetemen jogot hallgatott. Ezután Budapestre ment, ahol 1941 és 1947 között a Liszt Ferenc Zeneművészeti Főiskolán zeneszerzést tanult Viski Jánostól. 1951-től a Zeneakadémián volt docens 1958-ig, majd ezt követően 1973-ig a budapesti Bartók Béla Zeneművészeti Szakközépiskolában tanított. Ekkor a Magyar Tudományos Akadémia Zenetudományi Intézetének lett a tudományos főmunkatársa, később pedig osztályvezetője 1983-ig. Elnökségi tagja volt a Liszt Ferenc Társaságnak, tiszteletbeli tagja az Amerikai Liszt Társaság és a Stockholmi Nemzetközi Liszt Központ.
Felesége Hegyi Erzsébet (1927–2017) zenepedagógus volt. Fia Legánÿ Dénes (1965–2000) zeneszerző, zenepedagógus volt, aki autóbaleset következtében hunyt el.

## Díjak, elismerések
- A Művészeti Alap Nagydíjasa (1982)
- Az Amerikai Liszt Ferenc Társaság és a Cziffra Alapítvány díjazottja (1984, 1986)
- Erkel-díjas (1988)

## Művei
- I. Martinov: Smetana; ford. Legányi Dezső; Művelt Nép, Bp., 1952 (A kultúra mesterei)
- Henry Purcell; Gondolat, Bp., 1959 (Kis zenei könyvtár, 11.)
- G. G. Neuhaus: A zongorajáték művészete. Egy pedagógus feljegyzései; ford. Legány Dezső; Zeneműkiadó, Bp., 1961
- A magyar zene krónikája. Zenei művelődésünk ezer éve dokumentumokban; Zeneműkiadó, Bp., 1962 (Magyar zenetudomány, 4.)
- Nyikolaj Andrejevics Rimszkij-Korszakov: Muzsikus életem krónikája; ford. Legány Dezső Zeneműkiadó, Bp., 1974
- Erkel Ferenc művei és korabeli történetük; Zeneműkiadó, Bp., 1975
- Liszt Ferenc Magyarországon. 1869-1873; Zeneműkiadó, Bp., 1976 (angolul is)
- Purcell; 2. jav., bőv. kiad.; Gondolat, Bp., 1981 (Zenei kiskönyvtár)
- Kodály Zoltán levelei; szerk. Legány Dezső, Zeneműkiadó, Bp. 1982
- Franz Liszt. Unbekannte Presse und Briefe aus Wien, 1822-1886; németre ford., előszó Harmath Anikó; Corvina, Bp., 1984
- Liszt Ferenc Magyarországon. 1874-1886; Zeneműkiadó, Bp., 1986 (angolul is)
- Zoltán Kodály: Letters in English, French, German, Italian, Latin; szerk. Legány Dezső és Legány Dénes; Argumentum–Kodály Archívum, Bp., 2002 (A Kodály Archívum kiadványai)

Ezen kívül idegen nyelvű könyvek és körülbelül 200 tanulmány és cikk.